# Johannes-Nepomuk-Kapelle (Bregenz)

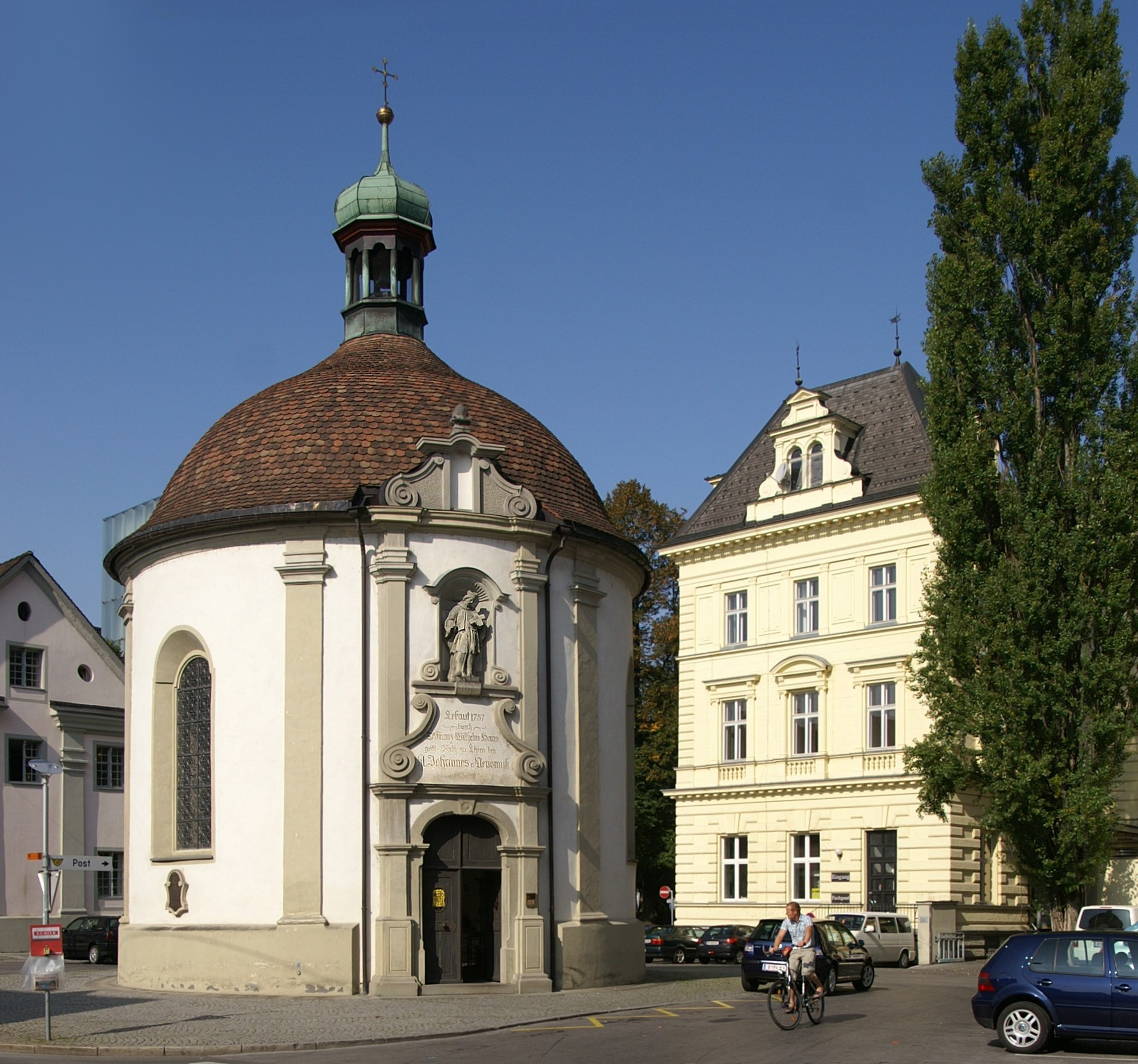
Johannes-Nepomuk-Kapelle in Bregenz

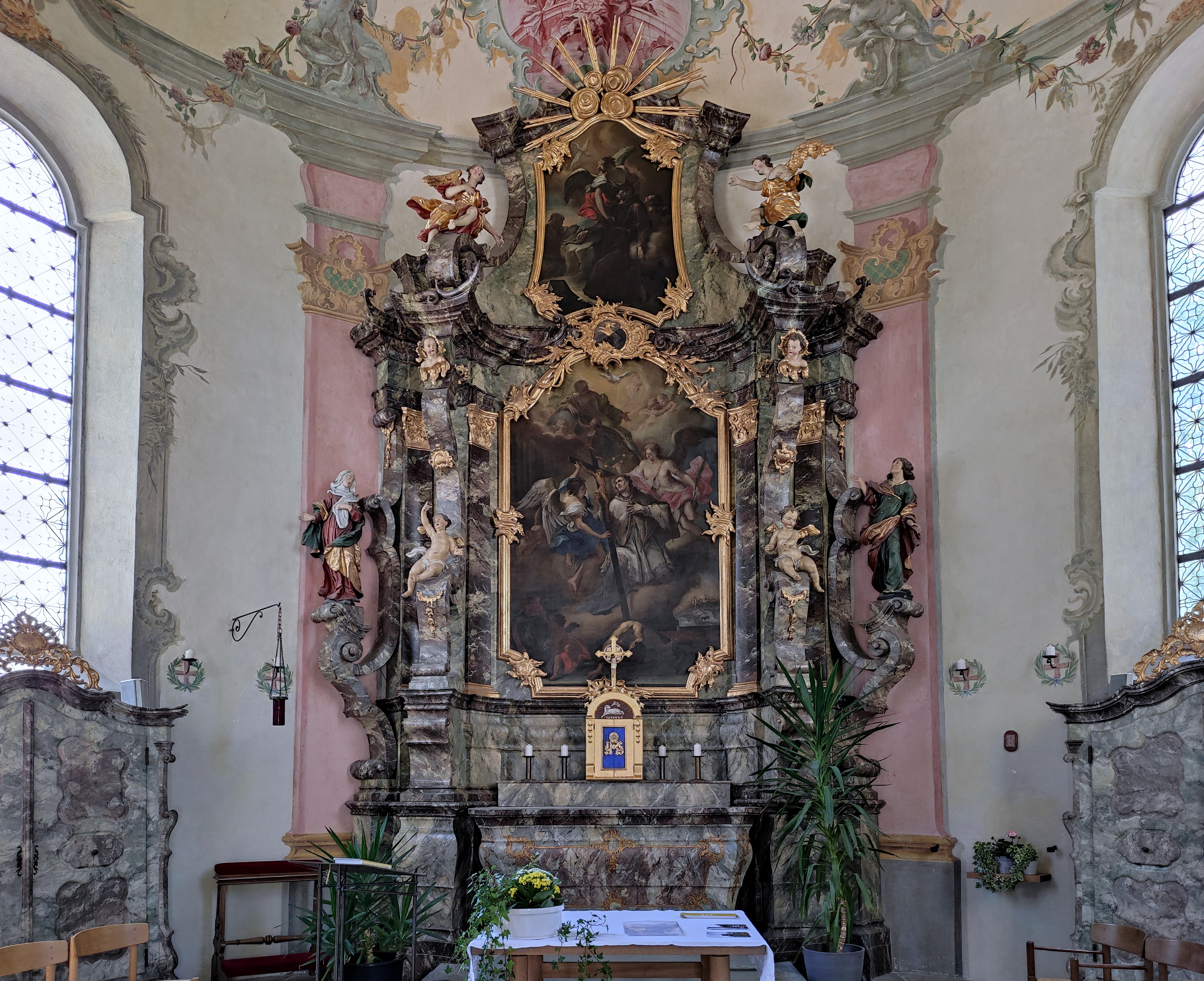
Johannes-Nepomuk-Kapelle: Innenraum

Die Johannes-Nepomuk-Kapelle steht in der Kornmarktstraße nahe dem Kornmarktplatz in der Stadt Bregenz in Vorarlberg. Die Kapelle hl. Johannes Nepomuk gehört zur Pfarrkirche Bregenz-Herz Jesu im Dekanat Bregenz der Diözese Feldkirch. Die Kapelle steht unter Denkmalschutz.

## Geschichte
Nach einer Lebensrettung aus dem Bodensee durch einen Flößer stiftete der Theologe Franz Wilhelm Haas den Bau einer Kapelle, welche damals direkt am See stand. Die kreisrunde Kapelle wurde 1757 nach den Plänen von Johann Michael Beer von Bildstein erbaut. Franz Wilhelm Haas wurde vor dem Hochaltar begraben. Die Kapelle wurde 1951/1953 restauriert.

## Architektur
Der barocke Zentralbau über einem kreisförmigen Grundriss hat keine bauliche Betonung des Altarraumes. Die Fassade hat ein umlaufendes Sockelband, flache Wandpilaster und Rundbogenfenster. Über einer geschwungenen Flachkuppeldach schließt die Kapelle mit einer Laterne und einer Zwiebelhaube ab.